# La partita
Pour plus de détails, voir Fiche technique et Distribution.
La partita est un film italien réalisé par Carlo Vanzina sorti en 1988.

## Fiche technique
- Titre original : La Partita
- Réalisation : Carlo Vanzina
- Scénario : Livia Giampalmo, Carlo Vanzina, Enrico Vanzina d'après le roman de Alberto Ongaro
- Musique : Pino Donaggio
- Photographie : Luigi Kuveiller
- Montage : Ruggero Mastroianni
- Production : Daniele Passani
- Société de production : Cecchi Gori Group Tiger Cinematografica et Reteitalia
- Pays :  Italie
- Genre : Comédie et historique
- Durée : 104 minutes
- Dates de sortie : 
  - Italie : 28 octobre 1988

## Distribution
- Matthew Modine : Francesco Sacredo
- Faye Dunaway : Comtesse Matilda Von Wallenstein
- Jennifer Beals : Lady Olivia Candioni
- Ian Bannen : le père de Francesco
- Corinne Cléry : Jacqueline
- Federica Moro : Lucrezia
- Ana Obregón : l'actrice
- Fédor Chaliapine fils : Federico
- Jacques Herlin : le vieux fiancé d'Olivia
- Karina Huff : la bonne
- Gianfranco Barra : Manolo
- Vernon Wells
- Renzo Martini